# Sant Pere del Bosc (Corbera)
Sant Pere del Bosc és l'antiga església parroquial del poble de Corbera, de la comarca del Rosselló, a la Catalunya Nord.
Està situada al sud del poble de Corbera, i al sud-sud-est del Castell de Corbera i de l'església que la substituí en el caràcter de parroquial, la de Sant Pere del Castell.

## Història
La primera documentació conservada d'aquesta església és en una butlla papal del 1163. Alexandre III confirma a Sant Martí del Canigó uns béns que posseïa a Corbera; un d'aquests béns era l'església de Sant Pere, aleshores esmentada com a Sant Pere de Corbera. El 1271 i el 1278 torna a ser esmentada, en termes molt semblants: parrochia S. Petri de Corbaria i S. Petrus de Corbaria.
Aquesta església va ser la parroquial de tot el terme de Corbera (inclòs en aquell moment Corbera la Cabana) fins que al segle xvii es construí la nova -aleshores- església de Sant Pere del Castell.

## L'edifici
Es tracta d'una petita església d'una nau única capçada a llevant per un absis semicircular. Fa 22 metres de llargària (16,2 la nau), i és coberta per una volta apuntada seguida. La volta de l'absis és ametllada, i l'arc triomfal és de doble plec també de forma apuntada, que es manifesta a l'exterior amb un doble graó. La porta d'entrada és a ponent, al frontis de l'església, i és una porta de marbre rosat molt senzilla, amb timpà monolític sense ornamentació i obertura amb un doble arc en degradació. Al damunt de la porta hi ha una finestra de doble esqueixada de forma rectangular amb una llinda formada per una llosa i, per damunt de la façana, una espadanya de dos ulls. L'absis té al centre una finestra de doble esqueixada grossa, coronada per arcs de mig punt.
L'estat de ruïna parcial de l'edifici ha desfigurat una mica el portal, així com tot el sector de ponent del temple. L'aparell de quasi tot l'edifici és fet de carreus grossos, que, juntament amb la volta apuntada, assenyalen que la seva construcció es remunta a la segona meitat del segle xii o primera del xiii. Ara bé, a l'angle nord-oest de l'església un tram de quasi 6 metres de la paret nord i els trossos adjacents de l'oest mostren un aparell molt més antic, preromànic. Al mur nord hi ha, igualment, dos contraforts que degueren ser construïts en bastir l'edifici romànic damunt de les restes de l'anterior. Igualment, les restes del pòrtic existents en el mur de ponent, a la porta de marbre rosat, està basat en construccions anteriors.
Al davant del frontis hi ha altres restes del temple preromànic, una part de les quals són perfectament visibles. Era una església petita i estreta, d'uns 3 m d'alçada i una llargària de poc més de 5,5 m. En els murs que queden d'aquesta església preromànica hi ha grafits antics. En el pou comunal del poble dels Cortals, l'actual poble de Corbera, hi ha una placa de marbre inscrita de vers l'any 1100.